# There
There er en 3D online virtuel verden udviklet af Will Harvey og Jeffrey Ventrella. There Inc. blev grundlagt i 1998. Lukket beta tests begynde i juli 2001, efterfuldt af andre stadier af tests, og sluttede med udgivelsen af spillet i oktober 2003.
Den 2 marts 2010, blev det annonceret at there.com lukker den 9 marts 2010 .
Grafisk minder There delvist om Second Life og The Sims. Da det foregår online, er det muligt at kommunikere med andre spillere.

## Beskrivelse
I spillet kan man blandt andet:
- Oprette en 3D Avatar
- Være sammen med venner
- Spille spil
- Bygge et hjem
- Designe og sælge ting